# Dalhousie (Indien)
Dalhousie (Hindi डलहौज़ी) ist eine etwa 7500 Einwohner zählende Kleinstadt im Chamba-Distrikt im nordindischen Bundesstaat Himachal Pradesh.

## Lage und Klima
Die ca. 1760 m hoch gelegene Stadt war eine britische Hill Station in den nordwestlichen Ausläufern der Dhauladhar-Kette, einem südlichen Vorgebirge des Himalaya. Die Entfernung zur Pilgerstadt Dharamsala beträgt ca. 120 km (Fahrtstrecke) in südöstlicher Richtung. Das Klima ist gemäßigt bis warm; Regen (ca. 1620 mm/Jahr) fällt überwiegend in der sommerlichen Monsunzeit.

## Bevölkerung
Der überwiegende Teil (ca. 82 %) der Einwohner sind Hindus, ca. 9 % sind Buddhisten und knapp 6 % sind Sikhs; der Rest entfällt etwa zu gleichen Teilen auf Moslems und Christen. Der männliche Bevölkerungsanteil ist – gemäß den Erhebungen – deutlich höher als der weibliche, was hauptsächlich am vorrangigen Zuzug von männlichen Arbeitskräften liegt. Die Alphabetisierungsrate liegt bei ca. 94 % (Männer) und ca. 87 % (Frauen) und ist somit höher als der indische Durchschnitt.

## Wirtschaft
Die Stadt lebt hauptsächlich von innerindischem Tourismus; während der heißen Frühsommermonate zieht sie tausende von Hitzeflüchtigen aus ganz Nordindien an, weshalb wiederum zahlreiche saisonale Arbeitskräfte benötigt werden.

## Geschichte
Die Stadt ist nach dem unter Königin Victoria von 1848 bis 1856 amtierenden Generalgouverneur James Broun-Ramsay, 1. Marquess of Dalhousie, benannt, der diesen Platz als Rückzugsort für sich und zahlreiche Angehörige der höheren Beamtenschaft während der heißen Sommermonate ausgewählt hatte. Später kauften die Briten gegen eine Steuerreduzierung dem Maharaja von Chamba ein Gebiet mit 5 Hügeln ab. Im Jahr 1937 hielt sich der indische Oppositionsführer Subhash Chandra Bose mehrere Monate hier auf.

## Sehenswürdigkeiten
- Es gibt nur noch wenige Bauten aus vorkolonialer Zeit, darunter der Rang Mahal genannte Sommerpalast für Frauen.

Umgebung
- Ca. 25 km (Fahrtstrecke) östlich liegt der auch von den Filmproduzenten Bollywoods entdeckte Bergort Khajjiar – auch „Schweiz Indiens“ genannt.[3]
- Von Dalhousie aus fahren Busse zu verschiedenen Bergorten in der Region Chamba, darunter auch zum sehenswerten Pilgerort Bharmour.